# Ophiomitra ornata
Ophiomitra ornata is een slangster uit de familie Ophiacanthidae.
De wetenschappelijke naam van de soort werd in 1899 gepubliceerd door Addison Emery Verrill.